# Fábio Silva (futebolista)
Fábio Daniel Soares Silva, mais conhecido como Fábio Silva (Porto, 19 de julho de 2002), é um futebolista português que atua como ponta-de-lança. Ele é filho do antigo jogador do Boavista Jorge Silva e irmão de Jorge Silva, defesa central que representa o FC Tirsense na época 23/24. Atualmente, defende o Las Palmas, emprestado pelo Wolverhampton.

## Carreira
Em 29 de abril de 2019, venceu a UEFA Youth League (Liga Jovem) 2018-2019.
No dia 17 de agosto de 2019, estreou-se com o time sênior do FC Porto na Primeira Liga, onde substitui Otávio , mas infelizmente para ele a equipe conhece uma derrota contra o Gil Vicente (2-1). Com apenas 17 anos e 22 dias, ele ultrapassou Bruno Gama como o jogador mais jovem da história do clube a começar no campeonato.

## Títulos
Porto
- Taça de Portugal: 2019/20
- Campeonato Português: 2019–20

PSV Eindhoven
- Copa dos Países Baixos: 2022–23
- Camadas Jovens
- (1) UEFA Youth League

Portugal
- Liga das Nações da UEFA: 2024–25[5]